# Гласхитен (Горња Франконија)
Гласхитен (њем. Glashütten) општина је у њемачкој савезној држави Баварска. Једно је од 33 општинска средишта округа Бајројт. Према процјени из 2010. у општини је живјело 1.452 становника. Посједује регионалну шифру (AGS) 9472141.

## Географски и демографски подаци
Гласхитен се налази у савезној држави Баварска у округу Бајројт. Општина се налази на надморској висини од 421 метра. Површина општине износи 3,5 km². У самом мјесту је, према процјени из 2010. године, живјело 1.452 становника. Просјечна густина становништва износи 411 становника/km².